# گوران انکلمان
گوران انکلمان (فنلاندی: Göran Enckelman؛ زادهٔ ۱۴ ژوئن ۱۹۴۸) بازیکن فوتبال اهل فنلاند بود.
از باشگاه‌هایی که در آن بازی کرده‌است می‌توان به باشگاه فوتبال هاکا، باشگاه فوتبال کوپیون پالوسئورا و باشگاه فوتبال تورون پالوسئورا اشاره کرد.
وی همچنین در تیم ملی فوتبال فنلاند بازی کرده‌است.